# Macrostylophora trispinosa
Macrostylophora trispinosa är en loppart som först beskrevs av Liu Chiying 1939.  Macrostylophora trispinosa ingår i släktet Macrostylophora och familjen fågelloppor. Inga underarter finns listade i Catalogue of Life.